# 노먼 리드

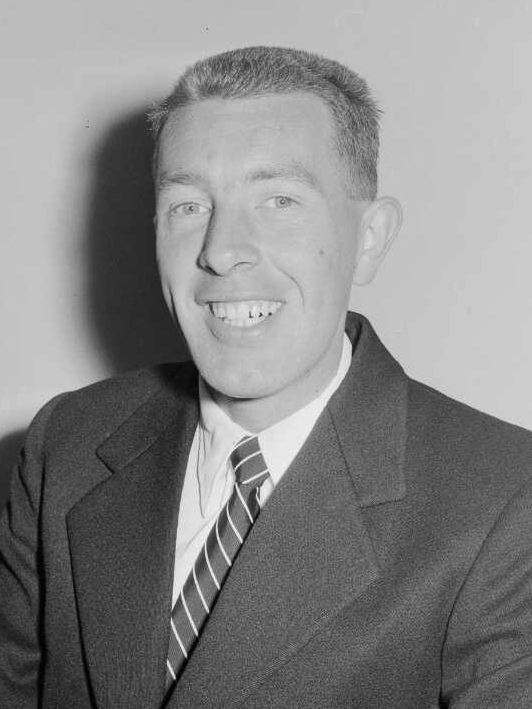

노먼 리처드 리드(Norman Richard Read, 1931년 8월 13일 ~ 1994년 5월 22일)는 뉴질랜드의 경보 선수였다.
잉글랜드 포츠머스에서 태어나 1953년 뉴질랜드로 이민을 갔다. 1956년 멜버른 올림픽에 참가하여 50km 경보 종목에서 금메달을 획득하였으나, 원래는 메달이 오스트레일리아로 가면서 선택되지 않았다. 리드는 오스트레일리아 50km 경보 선수권을 우승하고 나서 메달을 수집할 수 있었다.
1960년 로마 올림픽에도 나간 그는 20km 경보에서 5위를 하였으나 50km 경보에서 완료하지 않았다. 또한 1966년 킹스턴에서 열린 코먼웰스 게임에도 나가 20 마일 경보에서 동메달을 획득하였다.
와이카토 지방 피롱이아에서 베테랑 자전거 경주가 열리는 동안 심근 경색으로 사망하였다.